# Li Weiwei
Li Weiwei (kinesisk: 李薇薇; pinyin: Lǐ Wéiwéi, født 7. juli 1982 i Kunming, Yunnan) er en kvindelig kinesisk håndboldspiller. Hun deltog under Sommer-OL 2004 og Sommer-OL 2008.
I 2004 kom hun på en ottendeplads med de kinesiske hold i den olympiske turnering. Hun spillede i alle syv kampe og scorede 32 mål..